# Super Robot Chogokin
Super Robot Chogokin to produkowana przez firmę Bandai linia zabawek kolekcjonerskich przedstawiająca roboty ze świata japońskiej kultury popularnej. Linia zadebiutowała w sierpniu 2010, i początkowo była przedstawiana jako odnoga popularnej wśród kolekcjonerów serii Soul of Chogokin. Obie serie koncentrują się na figurkach robotów i wykorzystują te same materiały (plastik i metal) , ale operują na innych założeniach. Główny chwyt marketingowy Super Robot Chogokin to tańsze i mniejsze na tle Soul of Chogokin  figurki (przeważnie 14–15 cm), które niemal zawsze są zaprojektowane z myślą o maksymalnej pozowalności pozwalającej odtwarzać rozpoznawalne sceny akcji z serii-matek poszczególnych robotów. Funkcja ta jest wspierana przez dodatkowe pakiety części specjalnych, tak dołączanych do figurek jak i sprzedawanych jako oddzielne zestawy. W ramach Super Robot Chogokin wydawane są głównie reprezentacje super-robotów takich jak Mazinger Z czy Getter Robo; seria kładzie też duży nacisk na maszyny z japońskich serii Super Sentai i Brave Series. Super Robot Chogokin jest kierowane do starszych odbiorców i zabawki z tej serii często zawierają części które łatwo zgubić lub zniszczyć. Zabawki te są tworzone pod japońską marką Bandai "Tamashii Nations" i w rezultacie ich głównym zamierzonym rynkiem sprzedaży jest Japonia, ale część z nich można też kupować w Stanach Zjednoczonych, gdzie są rozprowadzane przez firmę Bluefin Distribution.

## Wydane dotychczas modele
| Numer w linii | Nazwa figurki                     | Seria-matka                          | Data wydania |
| ------------- | --------------------------------- | ------------------------------------ | ------------ |
| 01            | Mazinger Z                        | Mazinger Z                           | 2010.08      |
| 02            | Great Mazinger                    | Great Mazinger                       | 2010.08      |
| 03            | PTX-003 Alteisen                  | Super Robot Wars Original Generation | 2010.10      |
| 04            | Brave Reideen                     | Brave Reideen                        | 2010.12      |
| 05            | God Reideen                       | Reideen the Superior                 | 2010.12      |
| 06            | Shinkenoh                         | Samurai Sentai Shinkenger            | 2011.02      |
| 07            | Gear Fighter Dendoh               | Gear Fighter Dendoh                  | 2011.03      |
| 08            | Knight Fighter Oger               | Gear Fighter Dendoh                  | 2011.03      |
| 09            | PTX-007-03c Weiß Ritter           | Super Robot Wars Original Generation | 2011.05      |
| 10            | GaoGaiGar                         | The King of Braves GaoGaiGar         | 2011.08      |
| 11            | Dai-Guard                         | Dai-Guard                            | 2011.09      |
| 12            | Gokaioh                           | Kaizoku Sentai Gokaiger              | 2011.10      |
| 13            | Dekaranger Robo                   | Tokusou Sentai Dekaranger            | 2011.11      |
| 14            | ChoRyuJin                         | The King of Braves GaoGaiGar         | 2011.12      |
| 15            | Solar Aquarion                    | Genesis of Aquarion                  | 2011.12      |
| 16            | Zeorymer                          | Hades Project Zeorymer               | 2012.02      |
| 17            | Magi King                         | Mahou Sentai Magiranger              | 2012.03      |
| 18            | Big Volfogg                       | The King of Braves GaoGaiGar         | 2012.04      |
| 19            | Shin Mazinger Z                   | Shin Mazinger Shougeki! Z Hen        | 2012.05      |
| 20            | UCR-10/A                          | Armored Core V                       | 2012.06      |
| 21            | Might Gaine                       | The Brave Express Might Gaine        | 2012.08      |
| 22            | DaiZyuZin                         | Kyōryū Sentai Zyuranger              | 2012.09      |
| 23            | Aquarion EVOL                     | Aquarion Evol                        | 2012.10      |
| 24            | Volfogg & Big Order Room 1        | The King of Braves GaoGaiGar         | 2012.12      |
| 25            | Gurren Lagann                     | Tengen Toppa Gurren Lagann           | 2013.01      |
| 26            | Gunbuster                         | Gunbuster                            | 2013.02      |
| 27            | HyoRyu / EnRyu & Big Order Room 2 | The King of Braves GaoGaiGar         | 2013.04      |
| 28            | J-Decker                          | Brave Police J-Decker                | 2013.05      |
| 29            | Grendizer                         | UFO Robo Grendizer                   | 2013.06      |
| 30            | Shin Getter 1                     | Getter Robo Armageddon               | 2013.08      |
| 31            | Mazinkaiser                       | Mazinkaiser                          | 2013.11      |
| 32            | Genesic GaoGaiGar                 | The King of Braves GaoGaiGar Final   | 2014.03      |